# Aubrey Reese
Pour les articles homonymes, voir Reese.
Aubrey Reese, né le 13 octobre 1978 à Auburn en Alabama, est un joueur américain de basket-ball. Il joue au poste d'arrière. 

## Distinctions
- Meilleur marqueur du championnat de France 2002-2003